# 下布格施塔爾山

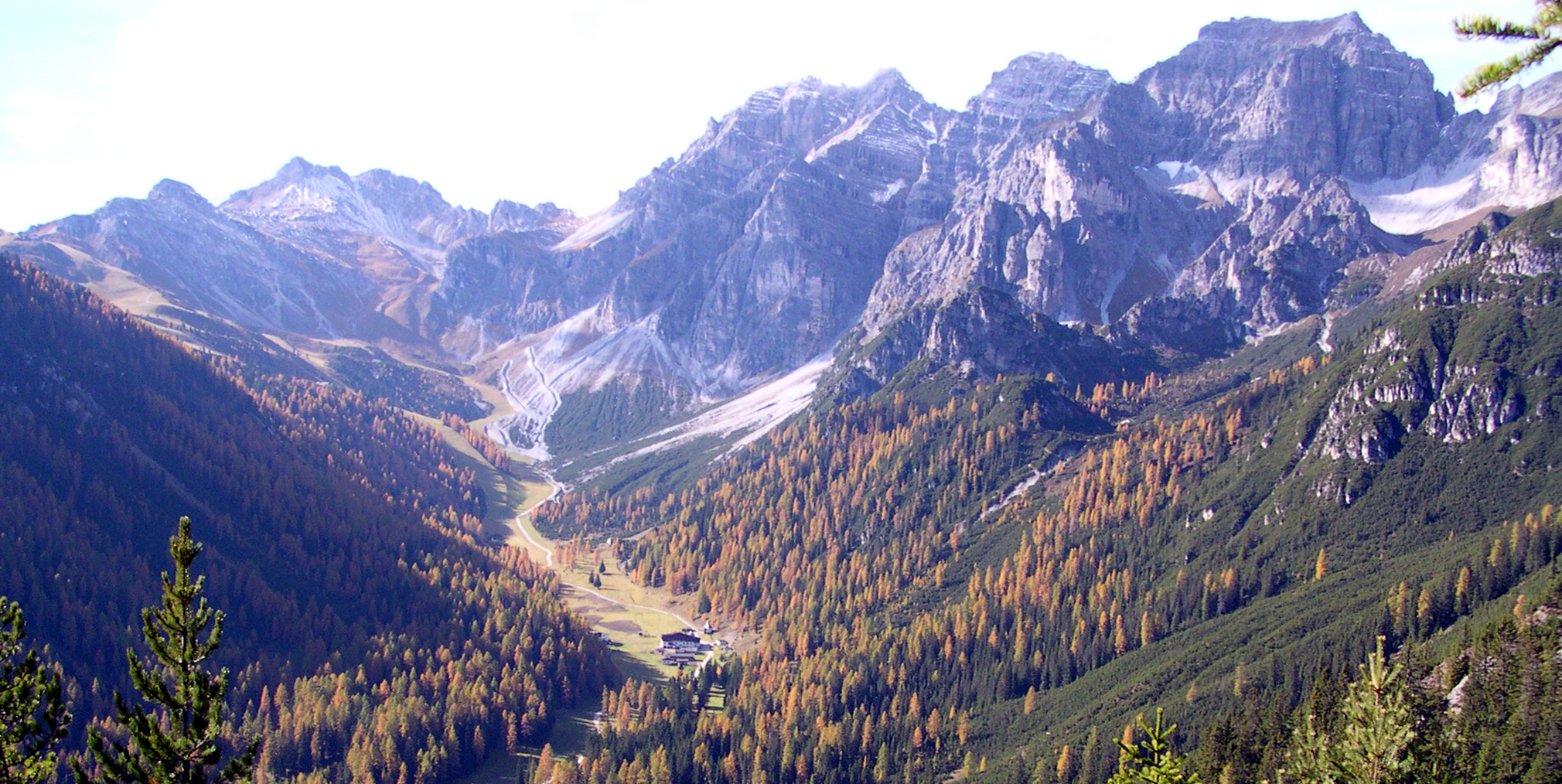

47°8′7″N 11°17′17″E / 47.13528°N 11.28806°E
下布格施塔爾山（德語：Niederer Burgstall），是奧地利的山峰，位於該國西部，由蒂羅爾州負責管轄，屬於斯圖拜阿爾卑斯山脈的一部分，距離上布爾格斯塔爾山0.6公里，海拔高度2,436米。